# 匙叶雪山报春
匙叶雪山报春（学名：Primula limbata）为报春花科报春花属下的一个种。

## 扩展阅读
- 維基物種上的相關：匙叶雪山报春